# Sociologia de l'esport
La sociologia de l'esport és una línia de recerca dels estudis culturals. Pretén desvetllar la simbologia no explicada, però parladora, de la societat mitjançant una de les seves pràctiques, l'esport.
Els primers estudis de sociologia de l'esport remunten a les teories racials de segle XIX. Això contribueix a bandejar-los després de la Segona Guerra Mundial i no és fins als anys 1970 que comencem a trobar un volum important de recerca. És als EUA on s'hi reprèn els primers treballs tot desproveint-los del sotrac racista inicial.
Amb el full en blanc diversos corrents en sociologia aporten investigacions notables en l'àmbit. Hi ha una primera aproximació generalista que de mica en mica s'especialitza i mira el permenut.
En resum es podria dir que l'esport a la societat compleix la funció de cohesió malgrat que expressa les desigualtats ja existents d'arrel. L'esport contribueix a apaivagar la violència provocada pel capitalisme però no ho pot tot. La seva institucionalització diferencia més que no uneix.
L'esport engendra tot de signes que analitzats ens aporten informació rellevant sobre la societat. Hi veiem una estructura masclista, classista i individualista, tot i que cooperativa.

## Objecte d'estudi i marc teòric

### Etimologia
El mot esport tècnicament es defineix com a «exercici corporal practicat, especialment a l'aire lliure, per afecció, competició o exhibició». El seu origen, però, procedeix de l'edat mitjana. Ens arriba al català a partir de l'anglès «sport» encara que procedeix del francès «desport» o «dissport». El temps l'escurça en aquesta llengua fins donar «sport» i d'aquí l'assimilen moltes llengües.

### Problemes de definició
Segons Thierry Terret allò que coneixem avui com a esport presenta uns consens no gaire ampli en quant al seu significat. Dues vies s'han traçat en historiografia, sociologia o altres àrees del coneixement. Alguns autors sostenen que l'esport neix al segle xviii a Anglaterra i que veure esport a la Grècia clàssica, Roma, Mesomèrica o altres indrets del món és descontextualitzar el fenomen i per aquesta raó no es pot parlar d'esport abans d'això. D'altres argüeixen que l'esport és una pràctica ja coneguda a l'antiga Grècia, entre més. En aquest cas l'esport és justificat per l'existència d'indicis observables d'esport com ara pilotes com a forma de joc, raquetes com a forma de joc o paral·lelismes amb el tennis des de l'edat mitjana fins avui, fins i tot abans com ara l'antiga Grècia, Roma, Mesomèrica o a l'Àfrica mateix.
Per a treure dubtes es parteix tot sovint de la definició que ha anat adquirint. L'esport fou designat com a oci dins un ventall llarg de lleures. Al segle xix aquesta definició encara és majoritària als diccionaris. No és fins passat el 99 de segle que la definició va adquirint matisos i més importància a causa de la seva institucionalització. L'esport esdevé una eina política sota el paraigües de la ideologia de l'estat nació. Els diccionaris contemplen l'esport mica en mica com a exercici lúdic.
Encara i així la resposta per definició no és satisfactòria. Els arguments d'ambdues bandes fan l'afer encara avui de braves discussions. L'argument principal evocat contra una definició àmplia que inclogui l'Edat antiga és el caire religiós i ritualístic d'allò que es feia a Mesomèrica o Europa. Tanmateix, la mateixa sociologia de l'esport, així com el seu estudi en altres camps del coneixement fan palès que l'esport actualment és un ritu més i alguns autors en fan el símil amb una religió.

### Recerca científica

#### Finalitats de l'estudi de l'esport
Els estudis relatius a l'esport dins l'àmbit de la sociologia cerquen:
- Examinar críticament el rol, la funció i el significat atorgat a l'esport a la vida de les persones en societat
- Identificar-ne els processos de socialització
- Fer investigació sobre els valors i regles expressades o establertes a les cultures i subcultures de l'esport
- Identificar-ne possibles patrons que promoguin el canvi social a la societat més comunament parlant

#### Històric de les investigacions
L'esport com a pràctica ha estat estudiat secament per diverses discplines. No és fins que el trasllat d'intel·lectuals durant les dues guerres mundials de cap als EUA instituciolanitza l'esport, que comença a ser pres seriosament com a objecte d'estudi. Entre molts factors que hi contribuïren cal parlar de l'escola dels Annales a França.
L'estudi de l'esport fa objecte d'estigmatització degut a l'ús polític que en fa fer l'Alemanya nazi. Molts científics a les caballes del segle xix com ara Arthur de Gobineau varen intentar demostrar que existeix una suposada superioritat entre blancs i negres en l'àmbit de l'esport. L'evolucionisme és utilitzat a finalitats polítiques que desfiguren la sociologia i de fet tota mena d'estudi inicial amb relació a l'esport.
Aquesta etapa pseudocientífica queda aparcada als anys 1950 gràcies a John R. Betts. Corrents diferents d'estudis sociològics s'interessen llavors en l'esport. Podem llistar-los tot seguit:
- Funcionalisme
- Marxisme
- Estudis culturals

L'esport ha patit la mateixa sort que els estudis relatius a la moda. No era considerat un objecte d'estudi seriós malgrat que en història trobem uns treballs ja avançats des del final de la Segona Guerra Mundial. Max Weber fou un dels primers a estudiar-lo. El volum comença a ser considerable a partir dels anys 1970. El primer corrent entén que l'esport és un element de la socialització de tot individu i al mateix temps és agermanador. Són treballs funcionalistes que observen que l'esport crea un nombre de símbols que llegits i analitzats permeten saber com funciona l'estructura social que els envolta. Treballs de F. de Saussure o R. Jakbson, fins i tot en antropologia amb C. Lévi-Strauss són a emfasitzar.
Als anys 1980 els estudis en sociologia de l'esport prenen un altre aspecte amb la introducció de la dialèctica comunisme i capitalisme. Els treballs de Bourdieu foren abundants i serviren a C. Pociello, G. Vigarello o P. Parlebas. Tenim una mirada més globalitzadora i al mateix temps es fa micro-sociologia. L'esport no es pot estudiar tot sol, cal entendre tot allò que l'envolta. És a dir, cal entendre que és un element potenciat per la burgesia, que per això mateix diferencia i reflecteix la necessitat de cohesió, no es pot limitar a l'estudi únic del futbol, cal ampliar-ho a altres esports, etc.
L'obertura que va produir tenir treballs com aquests encenta una etapa etnogràfica vers els 1990. L'interaccionsime comença llavors a estudiar l'esport centrant-se en els seus actors, en la marginació social, en la violència, etc. K. Weis va produir el gros dels treballs. En la mateixa línia apareix la perspectiva de gènere, etc.

## Estudis sociològics

### Funcionalisme estructural
El funcionalisme estructural veu la societat com un sistema complex les parts del qual funcionen plegades per a promoure la solidaritat i l’estabilitat. Sota aquesta perspectiva l’esport crearia solidaritat social i moral al si de la comunitat.
Quelcom que s’aconsegueix per la divisió del treball que presentaria, per posar-hi alguns exemples, un partit de bàsquet, rugbi, handbol o futbol. Cada membre de dos equips han de deixar aparcades les seves diferències socials per a distribuir-se uns rols dins el partit, la finalitat de tot seria arribar a guanyar la partida. Per això es pot dir que dins el funcionalisme l’esport té la finalitat o funció a la societat de crear solidaritats.
Durant els anys 1990 es va mirar de dur a la pràctica la teoria i diversos autors varen matisar els treballs inicials aportats per C. Bromberger. Comuns, governs locals i administracions estatals varen introduir l'esport en barris conflictius per tal de resoldre la violència al si de les comunitats que hi vivien. Els resultats foren a la majoria dels casos òptims tot i que incomplets. P. Duret i Augustini reprengueren l’experiència i amb els treballs formalitzaren Esport de carrer i inserció social (1994). Dins hi demostren que l’esport no ho pot tot. És efectivament un agent de solidarització, però no és complet perquè per a apaivagar tensions socials calen més elements. És a dir, si l'esport contribueix a crear solidaritat al si d’una societat, no pot aplicar-se secament i tot sol, cal alguna cosa més, com ara parar atenció al sostre de vida d’una família, les xarxes escola i alumne, etc.
Això seria demostrable a través dels esports dits de carrer i els de club. Ser membre d’un club esportiu és molt més que practicar esport per lleure al carrer. L'esport de carrer no demana cap mena de requisit previ mentre que el club vol dedicació, una quota i unes aspiracions. D’aquesta forma l’esport a la societat capitalista ens acaba diferenciant. Si el de carrer democratitza i aporta oportunitats a tothom, la seva pràctica institucionalitzada condueix a un efecte a l’oposat, encara més visibilitzat entre nivells de performance (ex.: 1a, 2a o 3a divisió).

### Funcionalisme comprensiu
L'esport a les societats contemporànies és abans que res un espectacle i per això s'ha d'analitzar com a tal. Serveix per a divertir però és igualment un bon reflex de les mentalitats i del funcionament mateix de la societat. Segons Pascal Duret, l'esport és "un espectacle que ofereix una imatge idealitzada i embellida de la societat desitjada" [trd.]. Aquesta conclusió la va extreure C. Bromberger a partir d'una analogia entre rituals i esport.
La pràctica esportiva encarnaria a les societats contemporànies una visió coherent i contradictòria a la vegada de tota la comunitat. És a dir, com a idealització, els esports representen la competència perfecta del capitalisme, l'exaltació al talent i al mèrit de la Il·lustració, així com la igualtat d'oportunitats de la democràcia liberal.
Per això l'esport a les societats contemporànies "dona informació sobre allò que el ciutadà necessita per a tenir èxit a la vida" [trd].
A pesar de tots aquests punts, l'esport és trencador de mites i idealitzacions. És a dir, en tant que reflex mateix de la societat, posa de manifest que el talent no ho fa tot, existeix igualment el parany. Comprar àrbritres, el factor sort o les tries a dit d'aquest o d'aquella jugadora fan que el talent com a mite o la igualtat com a idealisme siguin més aviat matisables.
Segons Martine Segalen l'esport "és una activitat col·lectiva de forta intensitat emocional que uneix com divideix, tot omplint l'espai contemporani de signes ritualístics, fet que ofereix una descàrrega de tensions sorgides per les coercions regulades del tarannà" [trd.]. És a dir, segons Pascal Duret, l'esport té com a funció "pal·liar simbòlicament les desigualtats de la competició escolar i professional" de la vida de tot ciutadà o ciutadana.

#### Rols de gènere a l'esport
La participació de la dona als esports reflecteix el domini de poder que exerceixen les ideologies patriarcals. Es demana a la dona el desenvolupament de la seva musculatura i això és més aviat un patró de pensament provinent de la masculinitat. Reflecteix una asimetria entre home i dona. L'home és imperant a la societat i la dona s'hi sotmet de forma que el cos ideal és masculí, la dona gairebé que ha d'amagar-se. L'home adquireix així un patró que no contempla el seu contrari de manera que trobar-se un cos així esdevé sinònim de rebuig.
Els mitjans de comunicació a la societat exerceixen un rol importantíssim per a la visibilització de la dona. En efecte, la dona gairebé que desapareix dels esports i sovint la societat atorga uns esports a la dona i uns altres esports a l'home. La dona cobreix esports estètics i de connotació gairebé artística, fet que ens remet al model de dona sensible, histèrica i emocional extret del món greco-romà. El cos mateix de la dona es vol esvelt, amb formes sinuoses. L'home cobreix esports violents i de necessitat musculadora, reflex d'una societat de l'home fort, protector i racional. Els mitjans de comunicació perpetuen aquest model per l'èmfasi que destinen a un esport o un altre.
Segons Jennifer Hargreaves el feminisme adopta diferents punts de vista amb relació a la dona als esports:
- Co-opció, l'esport amb dones anirà prenent més importància dins la indústria de l'esport creada per homes perquè es torna una opció més
- Separatisme, la dona tendirà a crear la seva pròpia estructura i indústria en paral·lel a la fabricació ideada per l'home, idea sostinguda pel feminisme radical
- Cooperació, l'home com la dona aniran cooperant i això estableix molt probablement nous models que poden tendir a negar les diferències de gènere. Ho sosté la branca del feminisme socialista.

Amb tot, l'evidència és que malgrat l'idealisme d'una societat igualitària, tot això ens indica que l'esport visibilitza que no hi ha igualdat.

#### La teoria de la racionalització
Max Weber introdueix la noció de racionalització als estudis sobre esport. Ens diu que a la societat contemporània les relacions estan roganitzades per a ser eficients, tant com puguin. Això es fa en base a la tecnologia del coneixement, no pas a través dels principis morals i polítics. Crea o institucionalitza dinàmiques homogeneïtzadores i individualitzadores. És a dir, l'esport com a funció dins la societat reflecteix el procés de racionalització del capital.
Allen Guttmann identifica diversos aspectes claus que demostren que l'esport a la societat fa funció de racionalització:
- Secularitza, deslliga el ciutadà de la religió
- Meritocratitza, inculca la cultura del mèrit
- Especialitza, aplica la divisió del treball
- Burocratitza, és una producció institucionalitzada
- Quantifica, produeix estadístiques, mesuraments i teoritzacions del fet esportiu

### Etnografia i interaccionisme
Els estudis etnogràfics s'interessaren en analitzar més detalladament els actors i les interaccions que produeixen. El resultat final ens diu que el públic que consumeix esport reflecteix diverses l'espectre de pensament a la societat i el pes que té socialment.
- l'espectador pur; és un tipus de públic imparcial que no pren posició per un equip o un altre. Acudeix a l'esdeveniment esportiu perquè vol veure-hi un "bon joc". Considera la seva neutralitat com una condició per al gaudir de l'espectacle i per això pot aplaudir dos equips o cap equip. El trobem de forma episòdica perquè no s'ha abonat a cap temporada concreta.[8]
- l'aficionat; no s'acomoda gaire al "paga, seu, calla". El plaer el treu de les victòries del seu equip i per això hi donarà un suport incondicional. És un tipus de públic no racional que es mou per sentiments.[8] Fàcilment manipulable, la seva fidelitat n'és la qualitat principal. Als esdeveniments hi acudeix en grup.[8]
- l'ultra; va més enllà de l'aficionat perquè acudeix de forma organitzada, amb cants patriòtics, colors de l'equip i un gran respecte cap a l'equip i/o nació. És un tipus de públic molt sentimental, molt manipulable, però violent en tant que no dubtarà a fer respectar la reputació del seu equip per qualsevol mitjà.[8] Les competicions esportives són sentides com una guerra a escala més petita. Una pèrdua els porta a assaltar els carrers per fer-hi respectar a través de la violència la suposada dignitat de la nació. No qüestionen tant el joc, però sobretot les condicions socials de l'adversari. És una armada improvisada.[8]
- el hooligan; va més enllà de l'ultra. No acudeix als esdeveniments esportius per gaudir de l'espectacle i distreure's. Hi va perquè percep l'esdeveniment com un vertader camp de batalla.[8]

### Marxisme
Karl Marx va veure que l'esport estava arrelat en el seu context econòmic, subjecte a la mercantilització i l'alienació. El marxisme veu l'esport com una eina ideològica de la burgesia, utilitzada per enganyar les masses, per mantenir el control. Com a treballadors, els atletes renuncien a la seva força de treball i pateixen la mateixa sort que el treballador alienat. A part de donar suport al capitalisme industrial, l'esport propaga l'esforç físic intens i l'excés de treball com a quelcom positiu.
Els esportistes s'especialitzen en la divisió de la força de treball per realitzar constantment els mateixos moviments, en lloc de jugar de manera creativa, experimental i lliure. L'esportista sovint té la il·lusió de ser lliure, sense saber que ha perdut el control de la seva força de treball. Els mateixos espectadors donen suport a l'alienació del treball dels atletes a través del seu suport i participació.
Les teories marxistes s'han utilitzat per investigar la mercantilització de l'esport, per exemple, com els mateixos jugadors es converteixen en béns o els promouen, la hipercomercialització de l'esport durant el segle xx, com els clubs esdevenen empreses i com les organitzacions esportives esdevenen marques.
Aquest enfocament ha estat criticat per la seva tendència cap a l'economisme cru, tot suposant que totes les estructures socials actuals funcionen per mantenir l'ordre capitalista existent. Donar suport als equips no necessàriament contradiu el desenvolupament de la consciència de classe i la participació a la lluita de classes. Els esdeveniments esportius tenen una sèrie d'exemples que demostren protesta política. L'anàlisi marxista dels esports sovint subestima també la vessant estètica de l'esport.

### Estudis culturals
En quant als estudis culturals s'estableix la noció d'hegemonia. L'esport crea una estructura ideològica hegemònica que reflecteix les relacions de poder a la societat. Aquestes, així com els mètodes i tècniques utilitzades pels grups dominants, s'orientn a aconseguir el consentiment ideològic, sense recórrer a la coacció física, per a crear un marc social que explota els grups subordinats. Una hegemonia sempre està oberta a la contestació i, per tant, poden sorgir moviments contra-hegemònics.
Els grups dominants poden utilitzar els esports per dirigir l'ús de les classes subordinades en una direcció desitjada, com el consumisme. Tanmateix, la història de l'esport mostra que els receptors no són necessàriament manipulats a través de l'esport, mentre que la professionalització de l'esport, i la seva pròpia cultura popular, ajuda a la classe treballadora a evitar la subordinació massiva als valors burgesos.
Per tant, poder haver-hi resistència. Pot ser oberta i deliberada o latent i inconscient, però sempre oposa les normes i convencions dels grups dominants. John Fiske va diferenciar entre semiòtica confrontacional i evitació.

#### Esports i cos
El cos es esdevé objecte d'investigació als anys 1980, amb l'obra de Michel Foucault.
Segons ha analitzat l'esport exerceix poder de canvi al nostre cos i és exercit de dues maneres diferents: mitjançant el biopoder i el poder disciplinari. El biopoder se centra en el control polític d'aspectes biològics clau del cos humà i de poblacions senceres, com ara el naixement, la reproducció, la mort, etc. El poder disciplinari s'exerceix mitjançant la disciplina quotidiana dels cossos, especialment mitjançant el control del temps i l'espai.
Eichberg considera que l'esport modela de tres maneres els cossos:
- el cos dialògic, de diferents formes i mides, que es dedica a alliberar-se del control, i era el tipus principal a les festes i carnavals pre-contemporànies
- el cos simplificat i millorat per a la realització esportiva i la competició
- el cos sa i recte, que es modela mitjançant règims disciplinats de fitness

Segel afirma que la visibilització creixent dels esports com a àmbit cultural reflecteix el gir més ampli de la societat contemporània cap a l'expressió física, reviscuda en el militarisme, la guerra i el feixisme. Alguns representants de l'escola de Frankfurt, veuen l'esport com un culte a la idea feixista del cos. Tännsjö afirmar que el compliment excessiu de les habilitats esportives reflecteix els elements feixistes de la societat, ja que normalitza la ridiculització de dèbils i derrotats.

#### El mite del progrés il·limitat de la superació física

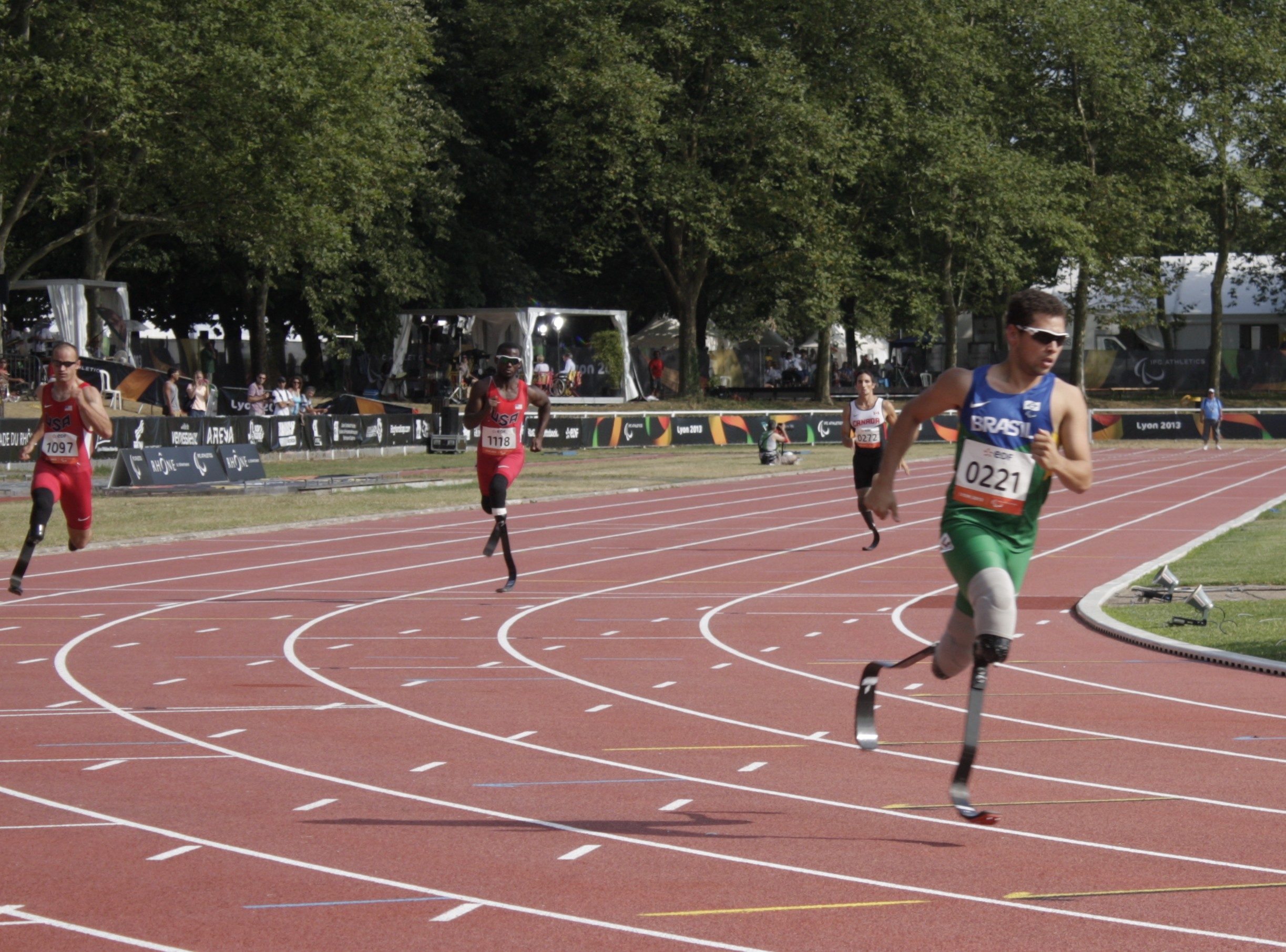
Atletes l'any 2013 en campionat mundial.

Els treballs en sociologia del cos han pogut desvetllar com la societat contemporània ha fet de l'esport d’alt nivell un mecanisme de creació de superherois. Segons P. E. Sorignet els esportistes d’elit es presenten al públic en forma de conte de fades amb una biografia gairebé perfecta. Sovint s’hi diposita una narració de jove, home i pobre que nascut en una família humil va creixent fins que és contractat per un gran club que el torna una estrella a escala planetària. Tot seguit es casa amb una model i amb això es promou un patró força patriarcal.
La realitat és molt diferent de com es vol fer creure. Primerament perquè els jugadors són productes d’empreses vestides de clubs esportius que els venen a altres països com si d’una mercaderia es tractés. Els jugadors poden permetre’s amb això unes extravagàncies que són escandaloses per al públic comú, tot i que ningú no les publica.
Però a més a més, les competicions es mostren sovint amb peu de narrativa de superheroi de franquícies com les de Marvel. A cada nova partida ha de superar-se físicament. Els límits semblen impossibles perquè tothom cerca sobrepassar els límits anteriors. Això engendra un mite del progrés il·limitat de la superació física que és fals i contraproduent. És a dir, la societat contemporània ha acabat associant esport a salut, però els esportistes d’elit manquen sovint de salut. L’excés al qual porten els seus cossos sobrepassa el límit permès per la biologia mateixa i d’aquesta manera fan malbé la seva salut.
A manca de poder portar el cos a més límits, alguns esportistes es dediquen a dopar-se i aquest fet ens reenvia novament al parany. L’esport està trucat i reflecteix el biaix social que existeix entre la noció de voler assolir mèrits i la realitat on cal deixar-se ajudar per la trampa si hom vol tenir èxit a la vida. I, de fet, tot junt fa que es classifiqui com a esport la boxa, l'alterofília de competició o el catch, fins al punt de convertir-ho un espectacle de banalització de la violència.